# Жоржі Кабрал
Жоржі Кабрал (порт. Jorge Cabral) (1500-15??) — португальський військовий і колоніальний адміністратор, 16-й губернатор Португальської Індії з 1549 по 1550 рік.

## Біографія
Жоржі Кабрал був сином Жуана Фернандіша Кабрала (порт. João Fernandes Cabral), сеньйора де Азурара і Жоани де Каштру (порт. Joana de Castro). Доводився племінником Педру Алварішу Кабралу.
Дружиною Жоржі Кабрала стала Лукреція Фіал (порт. Lucrécia Fialho), перша дружина губернатора Португальської Індії, яка перебувала з ним в цій країні. Жоржі Кабрал багато років обіймав різні адміністративні посади в Індії, а після смерті губернатора Португальської Індії Гарсії де Са заступив на цю посаду в очікуванні нового призначення з Ліссабону.
У середині листопада 1549 року магараджа держави Котте на Цейлоні Бгуванайкабаху VII відправив посольство до Жоржі Кабрала з проханням про допомогу проти свого брата Маядуне, який захопив більшу частину Котте і тримав махараджу в облозі в його столиці. Кабрал відправив 600 солдатів під командуванням Жоржі де Кастро, який змусив Маядуне відступити та повернути загарбане, після чого Бгуванайкабаху VII був змушений підтвердити португальську зверхність і збільшити розмір щорічної данини..
Під час його правління багато індійців були навернені в католицьку віру. Активно втрутився у війну між заморіном Калікута та правителем союзного португальцям Кочіна на боці останнього. Він зруйнував міста Тіраколь і Капосале і розграбував місто Панане, проте незадовго перед запланованою ним вирішальною битвою з заморіном Калікута прибув новий віцекороль Португальської Індії Афонсу де Норонья і португальські сили відійшли вітати нового правителя.